# Glitter & Gold
«Glitter & Gold» es una canción de la cantautora británica Rebecca Ferguson. La canción sirve como tercer sencillo de su disco debut de estudio, Heaven, y fue lanzado en Reino Unido el 29 de abril de 2012. La canción fue escrita por Rebecca, Alex Smith y Paul Barry, y producida por Smith y Mark Taylor.
- Datos: Q3772327